# 新潟海岸

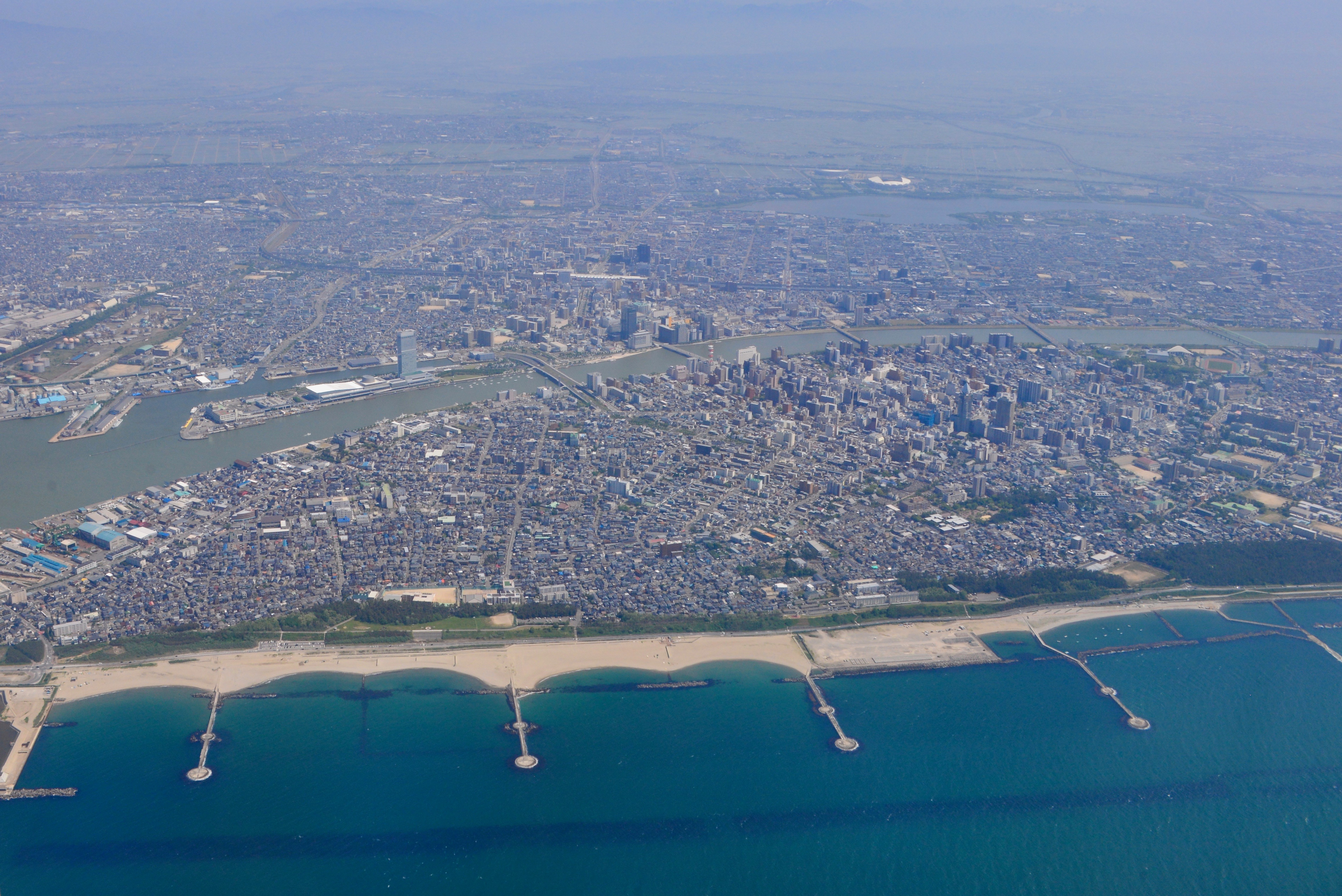
機内から撮影した新潟海岸。突堤や離岸堤といった護岸設備が目立つ。

新潟海岸（にいがたかいがん）は、新潟県新潟市内にある海岸。

## 地理
新潟市の海岸線約30kmのうち、中央部を指す。通称では、信濃川河口の新潟港西口から関屋分水路までの約6kmを指し、港より南西へ日和山浜、寄居浜、金衛町浜、関屋浜と旧地名を冠した各浜を含む。行政名称ではこれに小針浜などを含む青山地区海岸を加え、約15kmを指す。

## 歴史
古来季節風による飛砂は砂丘の形成と汀線を前進させ、居住者にも害を及ぼした。信濃川河口左岸、砂丘の陰に開けた原初の新潟湊の様子を1662年（寛文2年）刊行の『為愚痴物語』で、「花ならばいくをび袖におしままし砂のふぶきの新潟の浜」と紹介。藩政期を通じて耕地や町並みの埋没防止に簀垣の設置やグミ、クロマツの植栽工事が間断なく続けられた。
明治期には、「砂山を三つこえて相当歩いて寄居浜に着く」と古老が言うほど砂丘が成長。大正年間大河津分水路と信濃川河口の本格的な西突堤の建築により、信濃川の土砂供給が減少し、大規模な海岸決壊が始まる。
寄居浜では1904年（明治37年）から1927年（昭和2年）までに約228m、その後1950年（昭和25年）までに100m、さらに1957年（昭和32年）までに100mと汀線が後退して、砂丘1列が完全に消滅。日和山地区（二葉町）では、家屋流失まで起こった。1960年（昭和35年）までに護岸工事が完成して以降、海岸決壊は止まっている。
現在関屋分水路までの約6kmの海岸は、幅200から300m、約22haの海浜公園（西海岸公園）として整備されている。新潟縣護國神社周辺は寄居浜公園と呼ばれ、北原白秋の『すなやま』の歌碑、プール、水族館、遊歩道などが配置された休養緑地帯となっている。
2020年には青山海岸で高さ最大2.2 mの大規模な浜崖の形成が確認された。

## 海水浴場

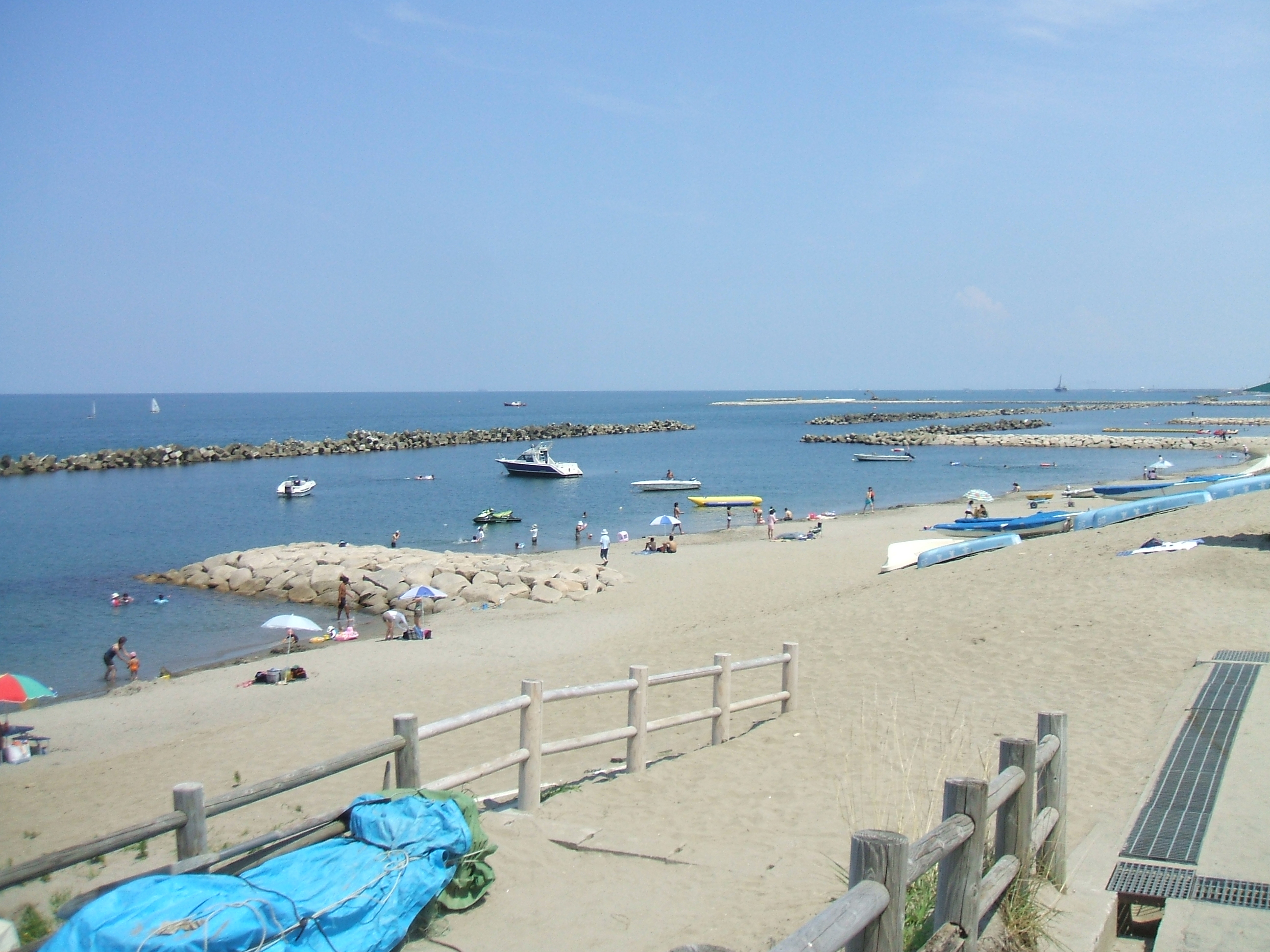
関屋浜海水浴場

- 日和山浜海水浴場
- 関屋浜海水浴場
- 青山海岸海水浴場